# Gemeinde Velika Polana

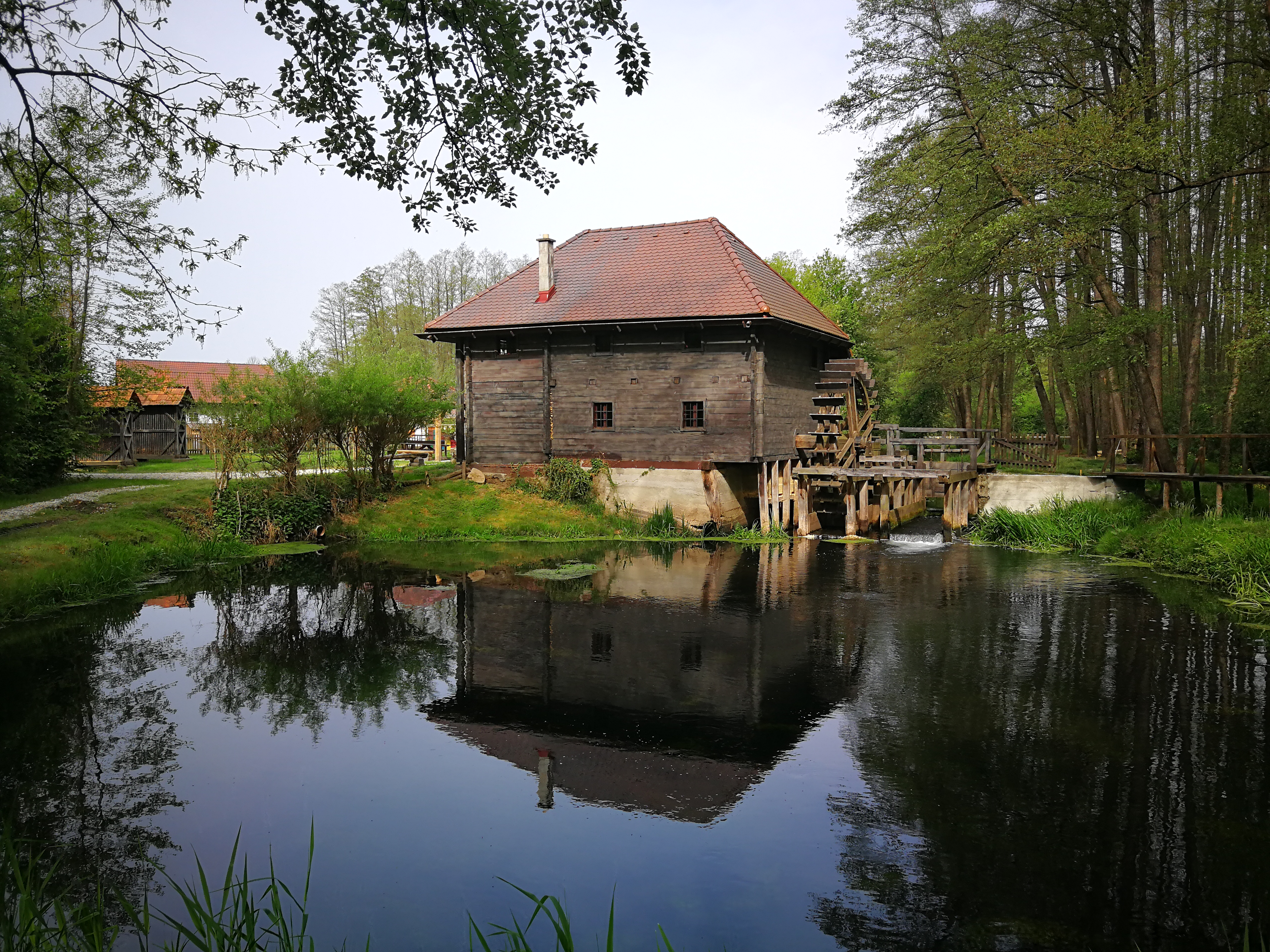
Wassermühle in Mala Polana, Gemeinde Velika Polana

Velika Polana (ung. Nagyföld, dt. Teufelsloch) ist der Name einer Gemeinde und der namensgebenden Ortschaft in der Landschaft Dolinsko, historische Region Prekmurje, in Slowenien.

## Lage
Die aus den drei Ortschaften Brezovica, Mala Polana und Velika Polana bestehende Gemeinde  mit dem Hauptort Velika Polena liegt in einer Gegend mit sumpfigen Tieflandwiesen nahe den Grenzen zu Ungarn und Kroatien.

## Nachbargemeinden
| Turnišče  | Turnišče                                    | Lendava |
| Črenšovci | Kompassrose, die auf Nachbargemeinden zeigt | Lendava |
| Črenšovci | Lendava                                     | Lendava |

## Geschichte
Velika Polena wurde 1999 von der Stiftung Euronatur der Titel Europäisches Dorf der Störche verliehen. Seit dem 17. Februar 2005 ist im neuen Wappen der Gemeinde ein Storch abgebildet.

## Sehenswürdigkeiten
Sehenswert sind die Herz-Jesu Kirche und das Gedenkhaus, mit dem erhaltenen Arbeitszimmer, des slowenischen Schriftstellers Miško Kranjec.

## Persönlichkeiten
- Miško Kranjec (1908–1983), slowenischer Schriftsteller
- Danijel Halas (1908–1945), slowenischer katholischer Märtyrer